# Lionel Rouxel
Pour les articles homonymes, voir Rouxel.
Lionel Rouxel, né le 16 août 1970 à Dinan (Côtes-d'Armor), est un footballeur français devenu entraîneur. Il est depuis 2015 sélectionneur des équipes de France de jeunes.

## Biographie

### Carrière de joueur
Né à Dinan dans les Côtes-d'Armor, originaire de Saint-Pôtan, il rejoint le club de Guingamp à l'âge de 17 ans, et commence dans l'équipe réserve, en D4. Alors que le club végète en Division 2 et descend en National en 1993, il devient alors le compagnon d'attaque de Stéphane Guivarc'h. Rouxel marque 21 buts lors de cette saison, et le club accède à la Division 2. Cette période marque une période faste du club et pour le joueur. L'année suivante, Guingamp est l'équipe surprise de l'année, et monte directement en Division 1. Rouxel inscrit 11 buts en D2 cette saison là.
En 1995-1996, il marque neuf buts et le club se qualifie pour la Coupe Intertoto. Il va ensuite jouer deux matchs en Coupe de l'UEFA, contre le grand Inter Milan. En 1997, il est finaliste de la Coupe de France (défaite face à Nice aux tirs au but). Hormis Stéphane Guivarc'h, on peut noter des joueurs tels que Stéphane Carnot, Coco Michel, Nicolas Laspalles, Vincent Candela ou encore Hubert Fournier qui l'ont épaulé lors de ces belles années du club.
En 1998 Guingamp est relégué et Lionel Rouxel, en fin de contrat, refuse de prolonger. Il est contacté par le Stade rennais de Paul Le Guen mais les négociations échouent. Alors qu'il s'entraîne avec l'UNFP à Clairefontaine, il reçoit un appel de Claude Le Roy, nouveau directeur sportif du RC Strasbourg dont le discours le convainc. Il s'engage pour deux ans début juillet. Il passe deux saisons décevantes, ne marquant que cinq buts, et n'ayant jamais eu la confiance de son entraîneur. En 2000, il rebondit à Laval, dans le milieu de tableau de D2, où il retrouve la confiance et marque des buts importants. Il inscrit notamment 12 buts en D2 lors de la saison 2000-2001 et est le Lavallois le mieux noté au classement des étoiles du magazine France Football. En 2002, il joue une saison au Paris FC, en CFA, avant d'entamer sa reconversion dans le milieu du football.
Le bilan de sa carrière professionnelle s'élève à 114 matchs en D1, pour 23 buts inscrits, et 147 matchs en D2, pour 42 buts inscrits.

### Carrière d'entraîneur
En 2003, il suit à Clairefontaine la formation au diplôme d'entraîneur de football (DEF), dont il obtient la partie spécifique. Son DEF obtenu, entraîne les 16 ans du Paris FC, puis les 14 ans. Il cherche à intégrer l'encadrement d'un club de formation professionnel et obtient dans cette optique le certificat de formateur, en avril 2005.
De 2006 à 2014, il est entraîneur des moins de 18 ans de Guingamp où il retrouve d'anciens coéquipiers comme Stéphane Carnot ou Nicolas Laspalles. En juin 2008 il est champion de France des 18 ans. Il obtient en 2012 le diplôme d'entraîneur professionnel de football (DEPF).
Depuis 2015, Lionel Rouxel est sélectionneur d’équipes de France : depuis 2019, il entraîne la génération 2004 après avoir été le sélectionneur de la génération 2000 pendant quatre ans (2015-2019). En 2022, il remporte les Jeux méditerranéens avec l'équipe de France U18. Pour la saison 2022-2023 entraîne les U19. Il est par ailleurs responsable des sélections masculines à la FFF.

## Palmarès
- Vainqueur de la Coupe Intertoto en 1996 avec Guingamp (titre partagé)
- Vice-champion de France de D2 en 1995 avec Guingamp.
- Finaliste de la Coupe de France en 1997 avec Guingamp.
- Champion de France des 18 ans en 2008 avec l'EA Guingamp.

## Engagements syndicaux
Pour la saison 2000-2001 il est l'un des deux délégués syndicaux de l'UNFP au sein du Stade lavallois, une fonction qu'il avait déjà occupée à Strasbourg.

## Vie personnelle
Il est père de quatre enfants, deux filles Victoria et Augusta, et deux garçons, Sacha et Isaiah, accompagné de sa femme Virginie.